# Andrejs Cigaņiks
Andrejs Cigaņiks, né le 12 avril 1997 à Riga en Lettonie, est un footballeur international letton. Il évolue au poste d'arrière gauche au FC Lucerne.

## Biographie

### En club
Né à Riga en Lettonie, Andrejs Cigaņiks est formé par le club local du Skonto Riga avant de rejoindre l'Allemagne lors de l'été 2013 pour poursuivre sa formation au Bayer Leverkusen.
Lors de l'été 2018, Andrejs Cigaņiks rejoint librement le club néerlandais du SC Cambuur. Le transfert est annoncé le 8 juin 2018.
Il joue son premier match avec ce club le 17 août 2018, lors de la première journée de la saison 2018-2019 face au NEC Nimègue. Il est titularisé et voit son équipe faire match nul (2-2 score final).
Le 19 juillet 2021, Andrejs Cigaņiks rejoint librement le club slovaque du Dunajská Streda, signant un contrat de deux ans, soit jusqu'en juin 2023.
Andrejs Cigaņiks arrive en Pologne le 2 janvier 2023 afin de signer avec le Widzew Łódź pour un contrat d'un an et demi, avec une année supplémentaire en option.
Le 5 juillet 2024, Andrejs Cigaņiks prend la direction de la Suisse afin de s'engager en faveur du FC Lucerne pour un contrat courant jusqu'en juin 2027.
Cigaņiks marque son premier but pour Lucerne le 1er septembre 2024, lors d'une rencontre de championnat face au FC Zurich. Titulaire ce jour-là, il ouvre le score sur un service de Lars Villiger mais les deux équipes se neutralisent (1-1 score final),.

### En sélection
Andrejs Cigaņiks représente l'équipe de Lettonie des moins de 17 ans, jouant au total quatre matchs avec cette sélection entre 2012 et 2013.
Andrejs Cigaņiks est convoqué pour la première fois avec l'équipe nationale de Lettonie en octobre 2018. Il honore sa première sélection lors de ce rassemblement le 13 octobre 2018, contre le Kazakhstan. Il entre en jeu à la place de Ritvars Rugins et les deux équipes se neutralisent (1-1 score final),,.